# 댓츠 라이트 - 유어 롱
댓츠 라이트 - 유어 롱(That's Right - You're Wrong)은 미국에서 제작된 데이빗 버틀러 감독의 1939년 코미디 영화이다. 케이 카이저 등이 주연으로 출연하였고 데이빗 버틀러 등이 제작에 참여하였다.

## 출연

### 주연
- 케이 카이저
- 아돌프 멘주

### 조연
- 메이 롭슨
- 루실 볼
- 데니스 오키프
- 에드워드 에버렛 홀튼
- 로스코 칸스
- 모로니 올슨
- 호버트 캐버너
- 케이 카이저 밴드
- 지니 심스
- 해리 버빗
- 설리 메이슨
- M.A. 보그
- 캐스린 애덤스
- 스티븐 체이스
- 잭 가갠
- 거스 글래스미어
- 빈턴 헤이워스
- 헤다 호퍼
- 찰스 쥬델스
- 호레이스 맥마혼
- 포브스 머레이
- 루이스 나데오
- 윌리엄 H. 오브라이언
- 수잔 리지웨이
- 지미 스타
- 엘리어트 설리반
- 릴리언 웨스트

## 제작진
- 세트: 다렐 실베라
- 의상: 에드워드 스티븐슨